# Archiconchoecissa pljusnini
Archiconchoecissa pljusnini är en kräftdjursart som beskrevs av V. G. Chavtur 2003. Archiconchoecissa pljusnini ingår i släktet Archiconchoecissa och familjen Halocyprididae. Inga underarter finns listade i Catalogue of Life.